# Zhu Lingdi
Zhu Lingdi (Chinês: 朱玲娣; pinyin: Zhūlíngdì; Wenchang, 27 de janeiro de 1993) é uma voleibolista de praia chinesa.

## Carreira
Em 2012 inicia no Circuito Mundial de Vôlei de Praia com Ying Huang, também terminaram na quinta posição no Challenger de Seul, retornando ao Circuito Mundial em 2016 com Wang Jiaxi e na edição de 2017 esteve com Yuan Lvwen.Em 2018 iniciou a parceria com Lin Meimei e conquistaram a quarta posição no torneio duas estrelas de Nanjing, ainda obtiveram a nona posição após eliminação nas oitavas de final no Campeonato Asiático de 2018 em Satune no início do Circuito Mundial de 2019 ocuparam a mesma posição no duas estrelas de Zhongwei.

## Títulos e resultados
- Future de Liubliana do Circuito Mundial de 2022
- Torneio 2* de Zhongwei do Circuito Mundial de 2019
- Torneio 2* de Nanjing do Circuito Mundial de 2018